# Heinrich Keller
Heinrich Keller (fl. XX secolo) è stato un pallanuotista svizzero.

## Carriera
Nel 1948 partecipò ai Giochi di Londra 1948.